# Jabiru 1
O Jabiru 1, também conhecido por MEASAT-3C, é um satélite de comunicação geoestacionário australiano que está sendo construído pela Lockheed Martin, ele estar programado para ser colocado na posição orbital de 91,5 graus de longitude leste e será operado pela NewSat. O satélite será baseado na plataforma A2100AXS e sua vida útil estimada será de 15 anos.

## História
O operador de satélite australiano NewSat anunciou em dezembro de 2011, que firmou um contrato com a Lockheed Martin Commercial Space Systems para a construção do satélite Jabiru 1.
O Jabiru 1 irá incorporar uma carga útil avançada de banda Ka para fornecer cobertura de alta potência por satélite em todas as regiões em crescimento econômico como o Oriente Médio, África e Ásia. O grande satélite Jabiru 1 irá utilizar a plataforma já comprovada da Lockheed Martin A2100AXS e é projetado para uma vida útil em órbita de 15 anos.
A construção do satélite Jabiru 1 começará imediatamente e está programado para lançamento em 2016. O Jabiru 1 irá fornecer serviços de comunicação de alta largura de banda para os mercados governamentais e corporativos, incluindo mineração, petróleo, gás, mídia e carrier-grade de telecomunicações, através de países como Afeganistão, Iraque, Paquistão, Arábia Saudita, Somália e Índia.
A capacidade de banda Ku e de banda S será alugado para o operador de satélite da Malásia, a MEASAT, que irá utilizar essa capacidade sob a designação de MEASAT-3C.

## Lançamento
O satélite está planejado para ser lançado ao espaço no ano de 2016, por meio de um veiculo Ariane-5ECA a partir do Centro Espacial de Kourou, na Guiana Francesa. Ele terá uma massa de lançamento de 5900 kg.

## Capacidade e cobertura
O Jabiru 1 será equipado com 18 transponders em banda Ku, um em banda S e 50 em banda Ka, com 3 regional, 24 multipontos e dois feixes orientáveis para entregar mais de 7,6 GHz de capacidade, oferecendo cobertura de alta potência em banda Ka, para atender às crescentes demandas de setores governamentais e empresariais em todo o Oriente Médio, Ásia e África.